# 大花珍珠菜
大花珍珠菜（学名：Lysimachia violascens）是报春花科珍珠菜属的植物，是中国的特有植物。分布于中国大陆的四川、云南等地，生长于海拔2,500米至3,200米的地区，多生在松栎林下和林缘草地，目前尚未由人工引种栽培。